# عرجاء (الدوادمي)
عرجاء، هي قرية من فئة (أ) تقع في محافظة الدوادمي، والتابعة لمنطقة الرياض في السعودية. وتبعد عرجاء عن محافظة الدوادمي بمسافة تقارب (28) كم.